# Bable
bable（ベイブル）は、日本の演出家、プロデューサー、振付師、実業家、俳優、ダンサー、MC。
静岡県浜松市出身。学習院大学経済学部経営学科卒業。（株）ファントエンターテインメント代表取締役。
在学中よりフランス喜劇やオリジナル戯曲に傾倒、振付演出家としての活動を開始。身長180cm、血液型AB型。
大学在学中より劇団四季、その後、（有）ライトリンクミュージック、（株）キティエンターテインメントを経て現在フリー。現在はエンターテインメントによるPR演出コンテンツ用いて、企業PR・タウンマネジメントPR・区政イベントPR・フェスティバル演出など様々なPR事業を展開。Life Style Musical Inc.、オフィス・タキシードInc.、BISTRO CIRCUS（静岡県浜松市）の運営等。
映画・舞台・PV・企業イベント等多岐にわたり企画プロデュース・演出・振付・出演と幅広く活動。
ファンや共演者から、愛称「べーちゃん」「べー様」と呼ばれることが多い。
作品は、演劇的な手法や多ジャンルのパフォーマンス要素を掛け合わせることで、劇場的なものからストリート感溢れるものまでジャンルレスな演出が特徴的である。
近年では『グリーティング』を用いたPRパフォーマンスを展開している。

## 略歴
2004年 - 2013年、音楽レーベル・芸能プロダクション等にて、新人開発・アーティスト育成など年間800レッスン以上を担当指導。
2013年 - 株式会社キティエンターテインメントにてパフォーマンスディレクターとして舞台「銀河英雄伝説」（第三章以降）他を担当。
2015年 - 大型イベント・ライブステージングを担当。
2017年 -企業PRやタウンPR演出を数多く担当。Life Style Musical Inc.／BISTRO CIRCUS運営 
2020年- 世田谷おもてなし・交流・参加実行委員会委員及び演出プロデューサー

## 活動

### 舞台/コンサート/映画（振付/出演等）
2001 - 2008年　劇団公演出演 10作品程
2009年
- 「Active music fes'09」／bable／Zepp TOKYO／一部プロデュース・演出・出演
- ベリーダンスミュージカル「8人の女泥棒と宝石を食べた天使」／杉田知香／ラフォーレミュージアム六本木 ／出演（ブラックマン役）

2010年
- ギャランティーク和恵コンサート／TAMAYO／日本橋劇場／出演
- アジア舞台芸術祭2010「あかるい未来」／ノゾエ征爾／水天宮ピット／出演

2011年
- アジア舞台芸術祭2011「お母さんの十八番」／朴章烈／水天宮ピット／出演

2012年
- 浜松市制100周年企画「ミュージカルフィルム　プレイヤーズ」／鈴木研一郎／シネマイーラ他／スペシャルゲスト出演
- 音楽劇「ファンファーレ」／柴幸男／シアタートラム他3都市／出演（ベイブル役他）

2013年
- 舞台「ソラオの世界」／なるせゆうせい／東京芸術劇場／振付・出演
- 銀河英雄伝説 第三章「内乱」／西田大輔／青山劇場／振付／パフォーマンスディレクターとして振付他・出演（リヒテンラーデ候役）
- 銀河英雄伝説 外伝「初陣」／大岩美智子／日本青年館／出演（リヒテンラーデ候役）
- 浜松市文化事業公演 舞台「犀ヶ崖」／今井尋也／浜松松韻亭／出演
- 銀河英雄伝説 第四章前編「激突前夜」／ヨリコ ジュン／国際フォーラム／パフォーマンスディレクターとして振付他・出演（ホワン・ルイ役）

2014年
- 銀河英雄伝説 第四章後編「激突」／崔洋一／青山劇場／パフォーマンスディレクターとして振付他・出演
- 音楽劇「まほろばかなた」／西田大輔／銀河劇場／出演
- 「春幻」／今井尋也／森町薄場天空舞台／出演
- 浜松市文化事業公演「範頼」／今井尋也／浜松市龍泉寺／出演（範頼役）
- 木ノ下歌舞伎「三人吉三」／杉原邦生／京都春秋座／出演（釜屋武兵衛役）
- ミュージカル「FAB FIVE MUSICAL」／菅野一人／六行会ホール他／振付
- キッズミュージカル「さんかくぼうしのミンミン」／bable／蒲田OPUS II／演出・振付・出演（ふわふわパパ役）
- オトメステージ「擬人カレシ」／滝井サトル／新宿村LIVE／振付・出演（Master.O役）
- Kitty Performance「眠れぬ夜のラブストーリーズ」／bable 水木英昭監修／中目黒ウッディシアター／演出
- ミュージカル「あいのおはなし」／滝井サトル／博品館劇場／出演（雷おこし役）

2015年
- ミュージカル「GOLD RUSH」／菅野一人 北原照久監修／はまぎんホール ヴィアマーレ／パフォーマンスディレクターとして振付他・出演（DJ役）
- 舞台「プラネタリウムスターダスト」／ミズタマリ／宮益坂十間スタジオ／一部振付
- 魔劇「今日からマ王」／菅野臣太郎／スペース・ゼロ／振付助手・出演
- コンシールシアター公演「純喫茶へようこそ／ミズタマリ／一部振付
- 「小林少年とピストル」／西田シャトナー／CBGKシブゲキ!!／振付
- 「銀河英雄伝説-星々の軌跡-」ヨリコ ジュン／六本木ブルーシアター／パフォーマンスディレクターとして振付他・出演（ジョアン=レベロ役）
- 木ノ下歌舞伎舞台「三人吉三」／杉原邦生／東京芸術劇場／振付
- 音楽劇「愛の門」／今井尋也／＠渋谷伝承ホール／楠田役出演
- G.G.S公演vol.1「The Earth Gazer」／bable／アトリエ・リフレ／プロデュース・演出・出演

2016年
- ULTRA JAPAN2016公式パフォーマンスチーム「ULTRA SEEPERS」by Galaxyとして参加。パフォーマンスティレクター
- G7伊勢志摩サミット プレイベント音楽劇「青い地球は誰のもの Our Blue Planet」 (主演 遠藤役出演/英語版文京シビックセンター/日本語版サントリーブルーローズホール) 後援:外務省 5月

2017年
- 京橋エドグラン公式PRユニット「チアーズ!」演出・プロデュース
- メディミックス声優ユニット「妄想はアイである。」振付演出
- よみうりランド「vs黒サンタ!?プレゼント奪還大作戦」グリーティングパフォーマンス
- ULTRA JAPAN2017「ULTRA PARK」by Onitsuka Tiger グリーティングパフォーマンス
- ビーチフェスティバル「WATERWARS」グリーティングパフォーマンス
- 未来型花火フェエスティバル「STAR ISLAND」グリーティングパフォーマンス
- POPS MUSICAL「in my LIfe」（シアター風姿花伝）演出・出演
- 北原照久ミュージカル「GOLD RUSH」（はまぎんホール）演出・出演

2018年
- 京都水族館 劇場型イルカショー『「La・La・Fin CIRCUS」～第3章「やくそく」～』振付
- よみうりランドハロウィン2018【ゾンビ大量観戦】演出・振付・パフォーマンスディレクション
- ULTRA JAPAN2018「ULTRA PARK」by Onitsuka Tiger
- TRENDVISION2018 by WELLA オープニングショーソロゲスト ＠舞浜アンフィシアター
- 京都水族館 劇場型イルカショー『「La・La・Fin CIRCUS」～第2章「たいせつ」～』振付
- 未来型花火フェスティバル「STAR ISLAND2018」
- 京都水族館 劇場型イルカショー『「La・La・Fin CIRCUS」～第1章「友情」～』振付
- MIRACLE VELL MAGIC（avex）"I AM READY"バックダンサー・一部ステージング・振付

2019年
- 国際宇宙開発会議（ISDC）2019 内Musical Show 演出・出演＠米国ワシントンD.C.
- 静岡県浜松市【from コーカシタ・プロジェクト】演出・プロデュース　 後援：ジェイアール東海静岡開発／協賛：サントリー酒類他
- 京都水族館 劇場型イルカショー『「La・La・Fin CIRCUS」～第4章「よろこび」～』振付

2020年
- 「Gangs Tapdance」＠丸の内COTTON CLUB  ゲスト出演
- 世田谷スーパーエール2020演出・演出プロデュース（世田谷おもてなし・交流・参加実行委員会）
- 世田谷区産業振興公社　観光課

2021年
- 世田谷スーパーエール2021演出・演出プロデュース（世田谷おもてなし・交流・参加実行委員会）
- 世田谷区産業振興公社　観光課

2022年
- 舞台『灼熱カバディ』／西田シャトナー＠シアター1010／振付・ファシリテーター

2023年
- Netflix「あいの里」ベイブル役
- SPAC秋→春のシーズン2022-2023『人形の家』- 弁護士ヘルメル役／宮城總＠静岡芸術劇場[1]
- 静岡県舞台芸術センター(SPAC)『人形の家』弁護士ヘルメル役／宮城總＠中国・阿那亜（河北省）
- SCOTサマー・シーズン2023招聘作品　静岡県舞台芸術センター(SPAC)『お艶殺し』芹沢役出演＠利賀芸術公園利賀山房
- 静岡県舞台芸術センター(SPAC)『お艶の恋』芹沢役出演＠静岡芸術劇場
- 静岡マイクロアートウェブアーティスト選出（牧之原市担当）／アーツカウンシルしずおか
- 地方賑わい創生『三保"うま"プロジェクト』演出・製作協力＠三保の松原（静岡県）
- fishbowl「九天」振付

2024年
- 第37回日・タイ友好長政まつり（山田長政役）
- インドはままつフェスティバル2024グリーティング演出（SPAC）
- fishbowl[https://fishbowl.jp/「四季」他振付
- 牧之原ゴミット2024演出・製作協力（2024年度「文化芸術による地域振興プログラム」：アーツカウンシルしずおか）
- 地域観光PR（高知県梼原町）
- 映画『軌跡』友情出演（BANZAI JAPANプロデューサー我孫子弘高役）

2025年
- メナム河の日本人（SPAC）主演 山田長政役[2]

### MV振付/出演/指導等
- DVD上島竜兵「その時上島が動いた」2007年
- Live saori@distiny 「wow wow techno」2009年
- MV
  - DEEN「蕾」2008年
  - DJ OZMA「疾風迅雷」2008年
  - THE BEACHES「POLICE&GIRLS&BOYS」2008年
  - The THREE(KREVA×布袋寅泰×亀田誠治)「裏切り御免」2008年
  - 宮脇詩音「Flavor」2008年
  - UZ「君の瞳に恋してる」2008年
  - バブルガム・ブラザーズ「Daddy's Party Night 〜懲りないオヤジの応援歌〜」2008年
  - AAA「Break your name」2009年
  - Sunya「destination」2009年
  - 遊助「海賊船」2009年
  - 大橋トリオ「winterland」2009年

### 雑誌
- 「JG」2009年
- 「JUICE」2009年
- 「DDD」2009年
- 「movement」2010年
- 「ラーラぱど」2011年

### ラジオ
- ブルーラウンジB1（株）ライトリンクミュージック　MC 2005-2006年

### CM
- 常盤薬品「ミンミンスパークリング」ナレーション 2014年4月-2015年3月

### クラブイベント・ディナーショー・企業イベント等
- ギャガ 映画「ドラゴンタイガーゲート」PRイベント企画 2006年
- ギャガ 映画「ミスター・ロンリー」PRイベント企画 2008年
- ぱど L’ala pado(ラーラぱど)「Girls 夏祭り」振付　2011年
- 杉並区上井草スポーツセンター「夢フェスティバル」企画構成／演出 2011年-2012年
- 株式会社 東京アスレティッククラブフェス／中野サンプラザ／一部企画演出 2012年
- ディワリ・イン・ヨコハマ2014(銀河英雄伝説オフィシャルプロモーションチームG.G.S)演出/出演　2014年8月
- 東急プラザ蒲田 1stアニバーサリーサンクスカーニバル「サウンドサーカス」ステージング一部演出　2015年10月
- WONDER NIGHT/新木場ageha 2015年

### クラブ・ライブハウスイベントプロデュース
- アイドルイベント　会場「BISTRO CIRCUS」年間運営プロデュース2019-2023
- コミュニティイベント「Fancy☆Toilet vol.1-27」主催運営2004 - 2012年
- ミュージカルイベント「The Musical!! vol.1-3」主催運営　2013年 -
- ラグジュアリーイベント「The Tipsy」＠TheBAR 主催運営 2013年 -